# Heroin chic
O Heroin chic foi um estilo popularizado pela moda do início da década de 1990 caracterizado por pele clara, olheiras, traços emaciados, androginia e cabelo oleoso - traços associados ao uso de heroína ou outras drogas. A supermodelo americana Gia Carangi é recordada como criadora da tendência. O Heroin chic foi em grande parte uma reação contra o aspeto "saudável" e vibrante das principais modelos dos anos de 1980, como a Cindy Crawford, a Elle Macpherson e a Claudia Schiffer. Um artigo de 1996 do Los Angeles Times afirmou que a indústria da moda tinha "uma visão niilista da beleza" que refletia o vício em drogas.

## Contexto
Na época em que o heroin chic surgiu, a imagem popular da heroína estava mudando por vários motivos. O preço da heroína diminuiu e a sua pureza aumentou dramaticamente. Na década de 1980, a epidemia da SIDA tornou o ato de injetar heroína com agulhas sujas cada vez mais arriscada. A heroína disponível tornou-se mais pura e inalá-la tornou-se um modo mais comum de a consumir. Essas mudanças diminuíram o estigma em torno da droga, permitindo que a esta encontrasse um novo mercado entre a classe média e alta, em contraste com a sua base anterior constuída por pobres e marginalizados. Gia Carangi, chamada por alguns de "primeira supermodelo" é lembrada por originar o heroin chic. A heroína se infiltrou na cultura pop por meio da atenção trazida aos vícios no início dos anos 1990. No cinema, a popularização do heroin chic na moda coincidiu com uma série de filmes ao longo da década de 1990 - como Grito de Revolta, Vida de Solteiro, Trainspotting, Kids, Permanent Midnight e Pulp Fiction - que examinaram o uso de heroína e a cultura das drogas.

### Grunge
No início dos anos 1990, a ascensão da música e subcultura rock alternativa grunge em Seattle chamaram a atenção dos média para o uso de heroína por proeminentes artistas do movimento. Na década de 1990, os média se concentraram no uso de heroína por músicos da cena grunge de Seattle, com um artigo de 1992 do New York Times listando as "três principais drogas" da cidade como "expresso, cerveja e heroína" e um artigo de 1996 chamando a cena grunge de Seattle de "... a subcultura que mais fortemente abraçou a heroína". Tim Jonze, do The Guardian, afirma que "... a heroína arruinou a cena [grunge] desde o seu início em meados dos anos 80" argumentando que "... o envolvimento da heroína reflete o aspecto niilista e autodepreciativo da música"; além das mortes devido à droga, Jonze aponta que Scott Weiland do Stone Temple Pilots, assim como Courtney Love, Mark Lanegan e Evan Dando "... todos tiveram seus desentendimentos com a droga, mas viveram para contar a história." Um livro de 2014 afirma que enquanto na década de 1980 as pessoas usavam a cocaína "estimulante" para socializar e "... celebrar os bons tempos", na cena grunge dos anos de 1990 a heroína "depressora" era usada como "refúgio" num "casulo" "... protegendo de um mundo cruel e implacável que oferecia... poucas perspectivas de... mudança ou esperança."
A principal banda grunge Alice in Chains compôs a canção "God Smack", que inclui o verso "enfia no braço para te divertires a sério", uma referência à injeção de heroína. Músicos grunge de Seattle conhecidos por usarem heroína incluíam Kurt Cobain, que usou a droga com muita frequência na época da sua morte.; " Andrew Wood dos Mother Love Bone sofreu uma overdose de heroína em 1990"; " Stefanie Sargent das 7 Year Bitch morreu de uma overdose do mesmo opiáceo em 1992, junto com Layne Staley dos Alice in Chains que publicamente detalhou as suas batalhas com a droga...". Mike Starr dos Alice in Chains e Jonathan Melvoin dos The Smashing Pumpkins também morreram devido ao uso de heroína. Após a morte de Cobain, a sua "... viúva, a cantora Courtney Love, caracterizou Seattle como uma meca das drogas, onde a heroína é mais fácil de obter do que em San Francisco ou Los Angeles."

## Ascensão e desaparecimento
Essa aparência abatida e emaciada foi a base da campanha publicitária de 1993 da Calvin Klein para o seu perfume Obsession, com Kate Moss. O ator e diretor de cinema Vincent Gallo contribuiu para o desenvolvimento da imagem por meio das suas sessões fotográficas de moda para a Calvin Klein.
A tendência acabou desaparecendo, em parte devido à morte relacionada à drogas do proeminente fotógrafo de moda Davide Sorrenti em 1997. Em 1999, a Vogue apelidou a supermodelo brasileira Gisele Bündchen de "O Retorno da Modelo Sexy" e o início de uma nova era.

## Críticas e análises
A moda heroin chic atraiu muitas críticas e desprezo, especialmente por parte de grupos antidrogas. Designers de moda, modelos como Kate Moss e Jaime King e filmes como Trainspotting foram acusados de exaltar o uso de heroína. O então presidente americano Bill Clinton condenou o visual. Outros comentaristas negaram que as imagens da moda tornassem o uso de drogas mais atraente. "Não há razão para esperar que as pessoas atraídas pelo visual promovido pela Calvin Klein e outros anunciantes... também sejam atraídas pela heroína, assim como os adolescentes suburbanos que usam calças largas e bonés virados para trás acabarão mantando a tiro pessoas enquanto em carros em movimento", escreveu Jacob Sullum na revista Reason.

## Na cultura popular
No episódio " A Voz" da Nona Temporada de Seinfeld, Jerry pergunta a Elaine acerca do seu cabelo "um pouco despenteado", ao qual Elaine diz, brincando: "É o novo visual. Sabes, heroin chic?"